# XXIX edició de la Mostra de València
La XXIX edició de la Mostra de València, coneguda oficialment com a XXIX Mostra de València - Cinema del Mediterrani, va tenir lloc entre el 14 i el 22 d'octubre de 2008 a València. Fou dirigida per Joan Piquer i Simón.

## Desenvolupament
Les projeccions es tornen fer als Cines ABC Park i a l'Institut Francès de València. Es van projectar un total de 85 pel·lícules, de les que 29 (el 34 %) no són de països mediterranis: 12 a la secció oficial, 21 a la secció informativa, 7 a la secció país convidat (França), 7 a la secció Mostra Autor (Bertrand Tavernier), 7 a la Secció Mostra Clàssica (Federico Fellini), 7 a la secció "Mostra Dones", 8 a la secció "Mostra Fantàstica", 2 a la secció Mostra Documental (Claude Lanzmann), 6 a la secció "Mostra Llum", 7 a la secció "Blasco Ibáñez i el cinema", 4 a l'homenatges aniversari David Lean, 4 d l'Aniversari de James Stewart, 2 de l'homenatge a Paul Newman i 59 de la Mostra Cinema Valencià. El cartell d'aquesta edició seria fet per Daniel Molero i el pressupost fou de 1.828.324 euros.
La gala d'inauguració va tenir lloc al Palau de la Música de València. Fou organitzada per Antena 3 Eventos presentada per Jaime Cantizano i Anabel Alonso i retransmesa en diferit per Canal Nou Dos. Foren homenatjats Terele Pávez, Jorge Sanz i Manuel Gutiérrez Aragón. La Mostra d'Or fou entregada a l'actriu francesa Isabelle Huppert. A la gala de clausura hi va assistir Miguel Ángel Silvestre.

## Pel·lícules exhibides

### Secció oficial
- Trishtimi i zonjës Shnajder de Piro Milkani
- Pravo čudo de Lukas Nola
- Basra d'Ahmed Rashwan
- El amor se mueve de Mercedes Afonso Padrón
- Versailles de Pierre Schoeller
- Shiv'ah de Ronit Elkabetz i Shlomi Elkabetz
- L'ora di punta de Vincenzo Marra
- Adieu mères de Mohamed Ismaïl
- Jamr Alhikaja d'Ali Nassar
- Miloš Branković de Nebojša Radosavljević
- Al Hadetha de Rachid Ferchiou
- Saklı Yüzler de Handan İpekçi

### Secció informativa
- Mà morta, truca a la porta! de Ramon Costafreda
- Les Anges de Satan d'Ahmed Boulane
- Les Cœurs brûlés d'Ahmed El Maânouni
- Tartina City d'Issa Serge Coelo

## Jurat
Fou nomenat president del jurat el director espanyol Fernando Méndez-Leite Serrano i la resta del tribunal va estar format per la directora búlgara Zornitsa Sofia, l'actor sirià Assad Fouda, l'actriu egípcia Serfiraz Mustafa, i la directora grega Stella Theodorakis.

## Premis
- Palmera d'Or (40.000 euros): Shiv'ah de Ronit Elkabetz i Shlomi Elkabetz [5][6][7]
- Palmera de Plata (25.000 euros): Versailles de Pierre Schoeller
- Palmera de Bronze (10.000 euros): L'ora di punta de Vincenzo Marra
- Premi Pierre Kast al millor guió: Handan İpekçi per Saklı Yüzler de Handan İpekçi
- Premi especial del Jurat: Trishtimi i zonjës Shnajder de Piro Milkani
- Premi al millor director: Ronit Elkabetz per Shiv'ah
- Premi a la millor interpretació femenina: Yael Abecassis i Hana Laszlo per Shiv'ah de Ronit Elkabetz i Shlomi Elkabetz
- Premi a la millor interpretació masculina: Mahmud Abu-Jazi per Jamr Alhikaja d'Ali Nassar
- Premi a la millor fotografia: Victor Credi per Basra d'Ahmed Rashwan
- Premi del Public (18.000 euros): Xivatxki de Liudmil Todorov
- Premi al millor llargmetratge de Mostra Cinema Valencià (30.000 euros): 3:19 de Dany Saadia.
- Millor interpretació masculina Mostra Cinema Valencià: Miguel Ángel Silvestre per 3:19 de Dany Saadia
- Millor interpretació femenina Mostra Cinema Valencià: Lena Burke per La mala de Lilian Rosado.
- Millor guió de Mostra Cinema Valencià: Jesús Ponce per Déjate caer
- Premi al millor telefilm de Mostra Cinema Valencià (20.000 euros): Menjar per a gats de Carlos Pastor.
- Premi al millor sèrie de Mostra Cinema Valencià (15.000 euros): Los latidos de la tierra de Sonia Llera
- Premi al millor documental de Mostra Cinema Valencià (10.000 euros): Wonderland d'Òscar Chirivella
- Millor direcció de Mostra Cinema Valencià: Pau Martínez González per El Kaserón
- Millor música Mostra Cinema Valencià: Juan Cantón per Déjate caer de Jesús Ponce.
- Millor fotografia de Mostra Cinema Valencià: Joan Benet per La torre de Babel de Giovanna Ribes
- Premi al millor curt de 35 mm de Mostra Cinema Valencià (10.000 euros): Primer domingo de mayo de Martín Román i Iñaki Antuñano
- Premi al millor curt en vídeo de Mostra Cinema Valencià (5.000 euros): Fragmento de Gerardo León